# Лолович, Елена
Елена Лолович (серб. Јелена Лоловић; род. 14 июля 1981 года в Сараево, СФРЮ) — сербская горнолыжница, соревнующаяся главным образом в слаломе, гигантском слаломе, супер-гиганте и реже в скоростном спуске. Является членом лыжного клуба «Чукарички» из Белграда.

## Олимпийские игры
Участвовала в трёх олимпиадах и на всех трёх была знаменосцем сборной.
| Олимпиада           | Дисциплина, место (время) | Дисциплина, место (время) | Дисциплина, место (время) | Дисциплина, место (время) |
| Олимпиада           | Гигантский слалом         | Слалом                    | Супер-гигант              | Комбинация                |
| ------------------- | ------------------------- | ------------------------- | ------------------------- | ------------------------- |
| Солт-Лейк-Сити 2002 | 40 (2:42,04)              | DNF                       | -                         | -                         |
| Турин 2006          | 30 (2:18,84)              | 43 (1:42,80)              | 43 (1:37,45)              | DNF                       |
| Ванкувер 2010       | 33 (2:34,54)              | DNS                       | 30 (1:26,67)              | -                         |